# Eubalichthys bucephalus
Eubalichthys bucephalus är en fiskart som först beskrevs av Gilbert Percy Whitley 1931.  Eubalichthys bucephalus ingår i släktet Eubalichthys och familjen filfiskar. Inga underarter finns listade i Catalogue of Life.